# Etan
Etan je kemična spojina s kemijsko formulo C2H6. To je edini dvoogljikov alkan, to je alifatični ogljikovodik. Pri standardni temperaturi in pritisku je etan brezbarven plin in brez vonja.
Etan je v industriji izoliran iz naravnega plina in je tudi stranski produkt pri rafinaciji goriv. Glavna uporaba etana je kot petrokemična surovina za proizvodnjo etilena.

## Identifikacija snovi ali pripravka:
Michael Faraday je leta 1834 prvič sintetično ustvaril etan z elektrolizo raztopine kalijevega acetata. Ker je zamenjal ogljikovodikov produkt te raztopine za metan, je prenehal z nadaljnjimi raziskavami. V obdobju 1847-1849, s prizadevanjam za branjenje radikalne teorije organske kemije, sta Hermann Kolbe in Edward Frankland proizvedla etan z znižanjem propionitrile (etil cianida) in jodid etil s kovinskim kalijem, kot je to storil Faraday z elektrolizo vodnih acetatov. Onadva pa sta zamenjala produkt te reakcije z metil radikal, namesto dimer z metilom, etana. Leta 1864 je to napako popravil Carl Schorlemmer, ki je dokazal, da je produkt vseh teh reakcij bila v bistvu etana.
Njegovo ime je nastalo iz imena etra, ki je najprej pomenilo dietil etra.

## Sestava s podatki o nevarnih sestavinah:
V laboratoriju se etan priročno pridobiva z Kolbe elektrolizo. V tej tehniki, se z elektrolizo vode pridobi raztopino acetata soli. Z anodo acetat oksidira v ogljikov dioksid, metil radikal in visoko reaktivni radikalov metil skupaj prispevajo pri nastanku etana:
CH3COO− → CH3• + CO2 + e−
CH3• + •CH3 → C2H6
Druga metoda pridobivanja etana je z oksidacijo anhidrida ocetne kisline z peroksidom, je v konceptu podobna. Kemija etana vključuje tudi proste radikalove reakcije. Etan lahko reagira s halogeni, zlasti z klorom in bromom, ki ga prosti radikali halogenerirajo. Ta reakcija poteka preko razmnoževanja etil radikalov:
C2H5• + Cl2 → C2H5Cl + Cl•
Cl• + C2H6 → C2H5• + HCl
Ker imajo lahko halogenirani etani morebiti dodatne proste radikale halogeniranja, ima ta proces mešanico različnih halogeniranih izdelkov. V kemični industriji, se bolj selektivne kemijske reakcije uporabljajo za proizvodnjo katere koli posamezne dvo-ogljikovih halocarbonov. 